# Glen Scotia
Glen Scotia (známá i jako The Scotia nebo Old Scotia) je skotská palírna patřící společnosti Lomond Distillery. Produkuje se zde single malt skotská whisky – čistá sladová whiskey, produkt jedné palírny. Palírna se nachází ve městě Campbeltown. Campbeltown je malé město na západním pobřeží Skotska ve správní oblasti Argyll a Bute. Glen Scotia je jednou ze tří palíren, které zůstaly v této oblasti; dalšími Springbank a Glengyle (ještě na přelomu 19. a 20. století existovalo v Cambelltownu na třicet palíren).

## Současnost
Palírna patří společnosti Loch Lomond Distillery Co Ltd. a je v provozu pouze tři měsíce ročně pod vedením zaměstnanců z palírny Springbank, která zdůrazňuje svou oddanost k oblasti Campbeltown. Produkčním manažerem je Ian MacAllister. Vodu, která je pro výslednou chuť whisky velmi důležitá, bere tato palírna z jezera Crosshill Loch.

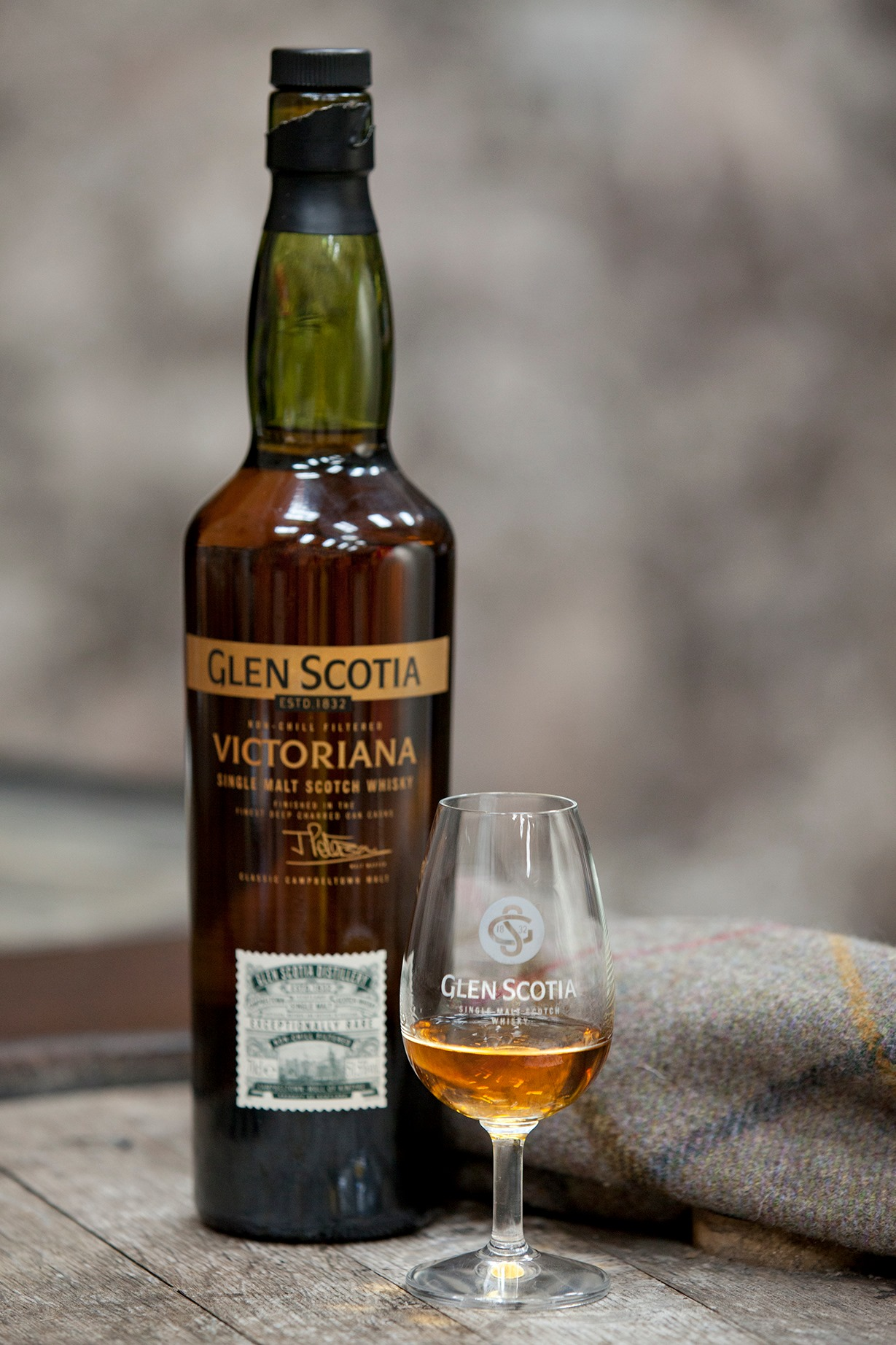
Glen Scotia Victoriana Single Malt

## Produkty palírny
Nejznámějšími produkty z této palírny jsou 12-, 14- a 17letá whiskey. Zajímavostí těchto láhví je to, že mají všechny stejnou etiketu a jejich stáří je napsáno pouze na obalu hrdla. Vedle toho palírna také produkuje 8letou a 21letou whiskey. V palírně se také plnily ročníkové 5- až 8leté Vintage Campbeltown Malt, 14letá Campbeltown Malt a 8letá vatted Royal Culross. Tyto whiskey jsou však poměrně vzácné, a proto také velmi drahé.